# Прокопович-Антонский, Николай Михайлович
Николай Михайлович Прокопович-Антонский (1802—1832) — российский литератор. Брат В. М. Прокоповича-Антонского.

## Биография
Его отец Михаил Антонович Прокопович-Антонский (1760—1844), выпускник Московского университета служил приставом гражданских дел в Московском верхнем земском суде и в 1801 году был назначен обер-секретарем в 6-м департаменте Сената, а затем Общего собрания его московских департаментов. Женой его была Варвара Алексеевна Бологовская (18.01.1775—14.04.1821; похоронена в Донском монастыре). Семья, в которой было 6 детей: трое сыновей — Владимир, Николай и Дмитрий и три дочери — Анна, Феодосия и Мария, жила в Москве, в приходе Ризположенской церкви близ Донского монастыря.
Николай родился 3 (15) марта 1802 года. Воспитывался, как и его братья Владимир и Дмитрий, в московском Университетском благородном пансионе, который окончил с золотой медалью (в 1819 или 1820). Ещё в пансионе он напечатал в издававшемся воспитанниками литературном сборнике «Каллиопа» ряд своих литературных произведений: «Аллегория. Геркулесов выбор. Из Аддисона» (1815 — С. 136—139); «Благодарность» стих. (1816. — С. 35—40); «Изречение греческих мудрецов» (1816. — С. 52—62); «Нравоучительные мысли разных писателей» (1817. — С. 157—163); басня «Желания осла» из Михаелиса (1817. — С. 166—167); «Разговор о том, как нужно понимать природу», произнесенный на публичном пансионском акте 14-го сентября 1819 г. (1820. — Ч. IV. — С. 49—65); «Разговор. Александр и Диоген. Из Виланда» (1820. — Ч. IV. — С. 76—91); «Некоторые правила, как должно обходиться с людьми», перев. с немецкого (1820. — Ч. IV. — С. 92—101); «Раввинская мудрость. Из Энгеля» (1820. — Ч. IV. — С. 161—166); «Ночь несчастливца под новый год», из Ж. П. Рихтера (1820. — Ч. IV. — С. 167—171); «Яблоко. Из Круммахера» (1820. — Ч. IV. — С. 176—177) и «О добродетели. Из Тускуланских рассуждений Цицерона» (1820. — Ч. IV. — С. 189—197).
По окончании курса с золотой медалью служил в Москве по гражданскому ведомству. Затем перешёл в военную службу, дослужившись до чина штаб-ротмистра.
В 1831—1832 годах жил в Санкт-Петербурге.
Был женат на Людмиле Сергеевне Даргомыжской, сестре композитора А. С. Даргомыжского.
Умер 2 (14) июня 1832 года. Похоронен был в селе Коломна Новгородской губернии.